# Onicofagia
La onicofagia (del griego ονυξ onyx, 'uña', y φαγειν phagein, 'comer')  es el hábito de comerse las uñas de los dedos de las manos. Se trata, si no puede controlarse, de una compulsión. Es un trastorno emocional, que puede llegar a precisar ayuda profesional. La persona que padece onicofagia puede llegar al extremo de dejar la piel al descubierto y provocarse un deterioro estructural permanente. 

## Epidemiología
Si bien la onicofagia es rara antes de la edad de los tres años, el 30 por ciento de los niños entre 7 y 10 años de edad y el 45 por ciento de los adolescentes practican este hábito. En los adultos, la prevalencia de este hábito disminuye. Las cifras pueden variar en diferentes estudios, y esto podría estar relacionado con las diferencias geográficas y culturales. La proporción de personas que alguna vez tuvieron este hábito puede ser mucho mayor que la proporción de personas que tienen el hábito en la actualidad. A pesar de que la onicofagia no parece tener más incidencia en hombres o mujeres, los resultados de los estudios epidemiológicos enfocados en este aspecto no son completamente confiables. 
Muchos de los estudios pueden subestimarse, ya que las personas tienden a negar o ignorar sus hábitos negativos, lo que complica el diagnóstico. Las personas que tienen padres que padecen trastornos mentales enfrentan un factor de riesgo alto de padecer este hábito.

## Etiología
Como factores externos lo condicionan problemas tan variados como dificultades económicas, laborales, de pareja y otros. Entre los factores internos se incluyen problemas de ansiedad.

## Cuadro clínico

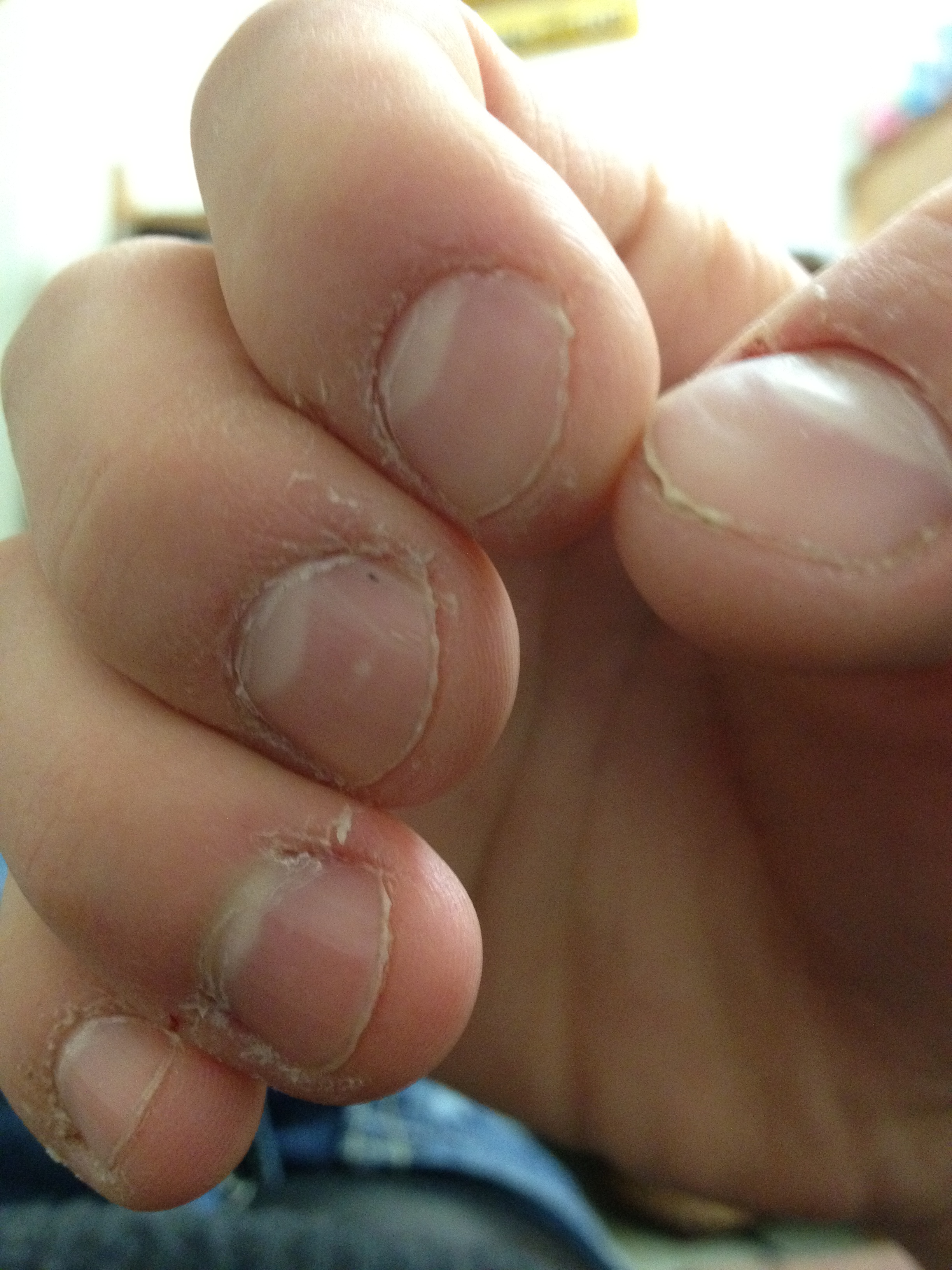
Dedos de una persona con onicofagia

Morderse las uñas facilita el transporte de gérmenes que se ocultan bajo las uñas a la boca y viceversa, con lo cual se lleva la infección de los dedos y se produce panadizos, por lo que los efectos nocivos se pueden ver a nivel de los dedos, de la boca y del sistema digestivo en general. Cuando los casos son extremos, también genera una mala imagen a las personas que lo practican, debido a que las manos con las "uñas comidas" tienen muy mala presentación, lo que provoca consecuencias a nivel de las relaciones sociales de la persona.
Las personas que tienen este hábito suelen morder por igual las diez uñas aproximadamente al mismo grado. El mordedor compulsivo de uñas puede estar tentado a comer no solo estas, sino también la cutícula y la piel de alrededor (padrastros, por ejemplo), y se provoca heridas a través de las cuales puede sufrir infecciones oportunistas. A veces, la uña puede llegar a un punto en el que no crece más, puede quedar pequeña permanentemente y provocar el ensanchamiento del dedo, lo que conlleva a deformaciones en las uñas, luego de años de este hábito.
La práctica de este hábito también puede transmitir los oxiuros o las bacterias enterradas bajo la superficie de la uña de la región del ano a la boca. Cuando la persona se traga las uñas mordidas, se pueden desarrollar problemas estomacales.
Morderse las uñas también se asocia a sentimientos de culpa y vergüenza en la persona que tiene este hábito, sobre todo en el caso de los niños. Esto además de una reducción de la calidad de vida y un aumento en la estigmatización en los círculos familiares interiores o en un nivel más social.

## La onicofagia y la salud dental
El hábito crónico de morderse las uñas es perjudicial a largo plazo para la esmalte frontal y del ápice de los dientes, con lo que se incrementa la caries en las zonas afectadas; además, puede modificar la arcada, según la función que realizan los dientes al protruir la mandíbula, con y se genera una "mordida borde a borde".
Si se produce un incremento notable en la frecuencia de este hábito, las probabilidades de que las piezas dentales se infecten por las bacterias presentes en las uñas se incrementa; por lo tanto, la caries se puede ver agravada. También puede existir daño producido en el esmalte dentario tras la acción de mordida, e incluso se llega a producir maloclusión.